# Karwiny

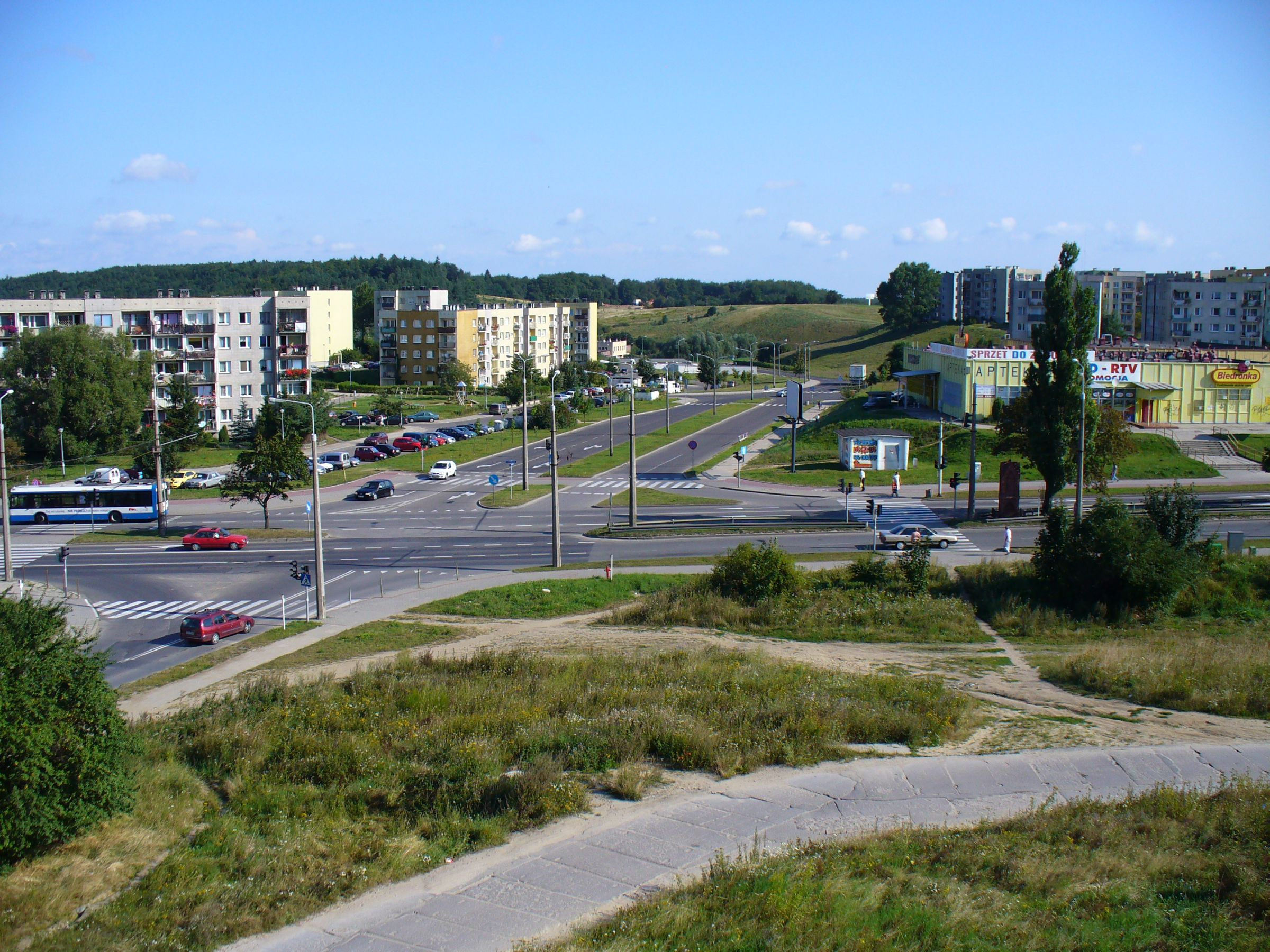
Skrzyżowanie ul. Chwaszczyńskiej i Nałkowskiej

Karwiny (kaszub. Karwinë) – dzielnica mieszkalna Gdyni. Nazwa jej pochodzi od kaszubskiego wyrazu karwia, czyli pastwisko. Jeszcze na początku lat 70. XX wieku zamiast bloków, rozciągały się tu właśnie pastwiska i pola.

## Ogólna charakterystyka
Karwiny to dzielnica położona na południu Gdyni, oddalona od centrum miasta o ok. 8 km. Jej zabudowę stanowią głównie IV–piętrowe bloki mieszkalne z wielkiej płyty zbudowane na początku i w połowie lat 80. XX wieku. Nad nimi góruje dziesięć 10/11–piętrowych wieżowców, po trzy na każdą część dzielnicy (cztery na Karwinach II). Karwiny są położone wzdłuż ściany lasów Trójmiejskiego Parku Krajobrazowego, co wpływa na kontrastujący krajobraz dzielnicy.
Na granicy z Małym Kackiem, gdzie linia kolejowa nr 201 krzyżuje się z ulicą Wielkopolską, wybudowano p.o. Gdynia Karwiny, przy którym zatrzymują się pociągi SKM kursujące w ramach projektu Pomorska Kolej Metropolitalna. Otwarcie stacji nastąpiło 10 grudnia 2017; zastąpiła ona oddalona od zabudowy stację Gdynia Wielki Kack.

## Podział
Karwiny składają się z trzech osiedli:
- Karwiny I
- Karwiny II
- Karwiny III

Im większy numer osiedla, tym bardziej jest ono oddalone od centrum.

## Edukacja
- Zespół Szkolno-Przedszkolny nr 2[3] (Karwiny II)
  - Szkoła Podstawowa nr 42
  - Przedszkole Samorządowe nr 54
- Zespół Szkolno-Przedszkolny nr 4[4] (Karwiny III)
  - Szkoła Podstawowa nr 46
  - Przedszkole Samorządowe nr 57
- Przedszkole Samorządowe nr 44 (Karwiny I)
- Przedszkole Samorządowe nr 6 (Karwiny III)

## Wspólnoty wyznaniowe
- Kościół rzymskokatolicki:

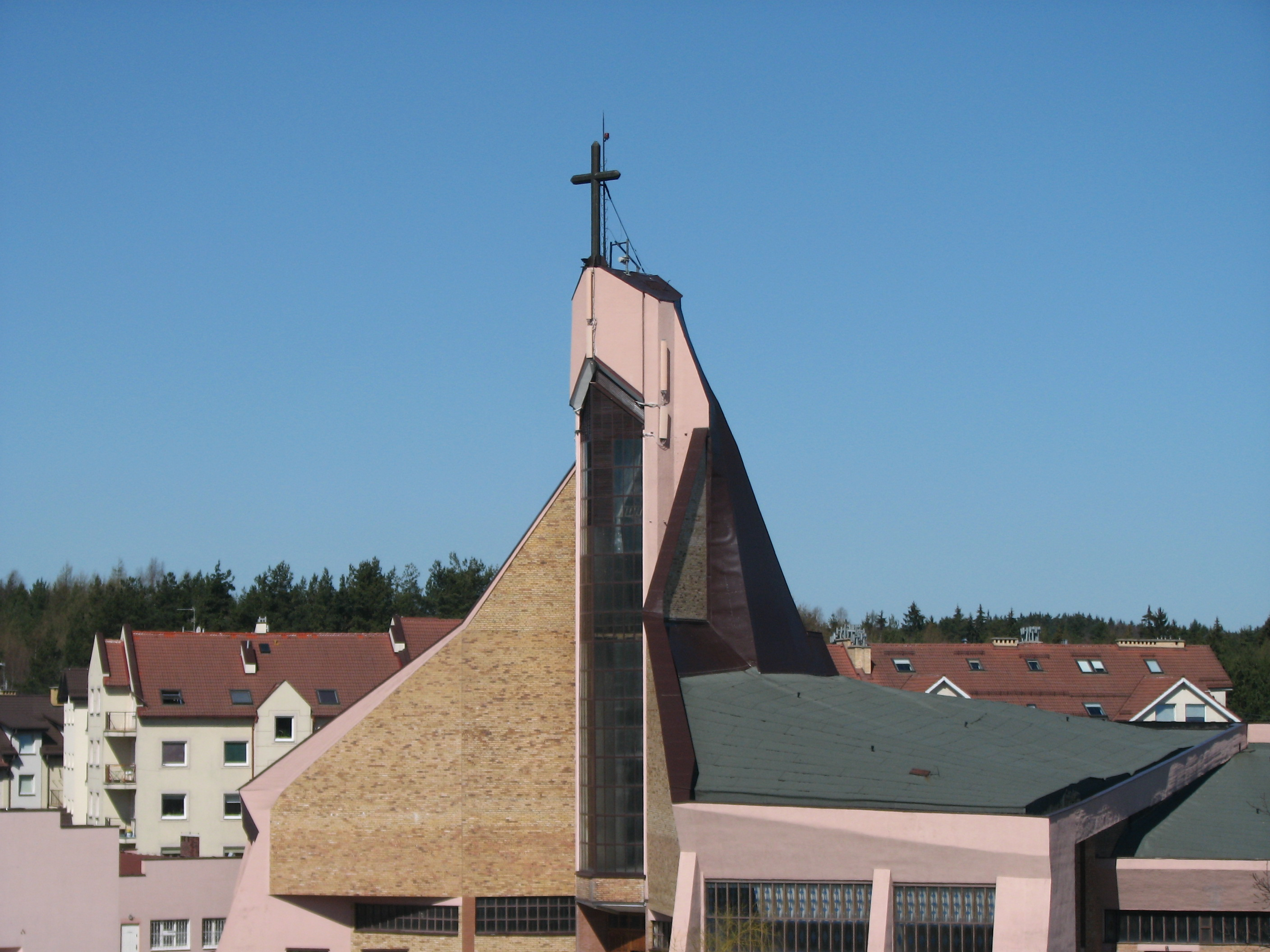
Kościół pod wezwaniem Niepokalanego Serca Maryi

  - Niepokalanego Serca Maryi (granica Karwin II i III)
  - Królowej Jadwigi (Karwiny I)
  - Przeorat pw. Niepokalanego Serca NMP i kościół pw. Niepokalanego Serca NM Panny, prowadzony przez Bractwo Kapłańskie Świętego Piusa X (Karwiny III)[5]
- Świadkowie Jehowy:
  - zbór Gdańsk–Karwiny[6].

## Zabytki

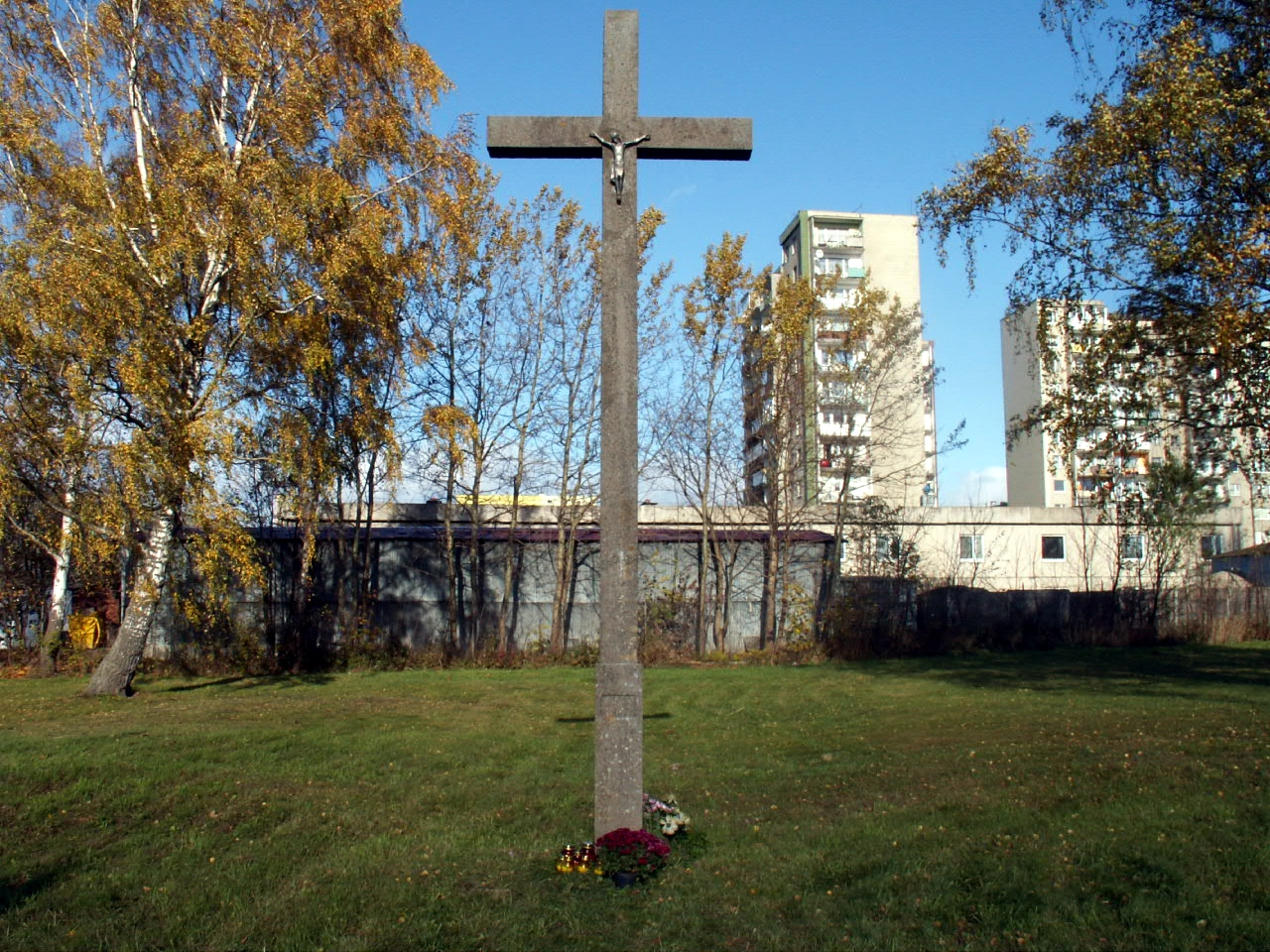
Cmentarz wojskowy (w tle wieżowce)

- Cmentarz ofiar Cholery w XIXw.

## Przyszłość
W 2021 na pograniczu z Małym Kackiem planowane jest oddanie do użytku kładki nad torami kolejowymi łączącej ul. Strzelców i Buraczaną.
Do 2023 planowana jest także budowa „Węzła Karwiny” między skrzyżowaniami ulicy Wielkopolskiej z Sopocką i Buraczaną. Ma, oprócz istniejącej stacji PKM zawierać BUS-pasy, Kiss&Ride, wielopoziomowy parking i węzeł autobusowy

## Sąsiedztwo
- Witomino (od północy, granicę wyznaczają Kacza i linia kolejowa nr 201 Gdynia–Kościerzyna)
- Mały Kack (od wschodu, granicę wyznacza linia kolejowa nr 201 Gdynia–Kościerzyna)
- Wielki Kack (od południa, granicę wyznaczają ulice Wielkopolska i jej kontynuacja, Chwaszczyńska)
- Dąbrowa (od zachodu, granicę wyznacza Obwodnica Trójmiasta)
- Chwarzno-Wiczlino (od zachodu, granicę wyznaczają Obwodnica Trójmiasta i Rów Kacza)